# Tom Hooker
Tom Hooker, znany także jako Thomas Barbey, właściwie Thomas Beecher Hooker (ur. 18 listopada 1957 w Greenwich) – amerykański piosenkarz, który zasłynął w złotej erze italo disco lat 80. we Włoszech jako artysta solowy i głos projektu Dena Harrow.

## Życiorys

### Wczesne lata
Urodził się w Greenwich w stanie Connecticut. Gdy miał sześć lat wraz z rodziną przeniósł się do Europy. Mieszkał w Mediolanie, Düsseldorfie, a następnie w Genewie i Santa Barbara. W wieku dziesięciu lat rozpoczął karierę muzyczną jako perkusista. W wieku 13 lat stworzył swój pierwszy zespół. Mając 15 lat po raz pierwszy pojawił się publicznie na koncercie jako perkusista i wokalista. Uczył się języków w Szwajcarii, gdzie został odkryty przez włoskich producentów muzycznych. 

### Kariera
W 1980 podjął współpracę z wytwórnią Full Time Records. Wyprodukował wtedy swoją własna płytę Tom Hooker jako piosenkarz i autor piosenek. Wystąpił także we włoskim filmie Jocks (1984). Pod pseudonimem T. Beecher był współautorem i śpiewał na dwóch pierwszych albumach i wielu późniejszych utworach Dena Harrow. W 1986 nagrał swój drugi solowy album Only One. W 1988 roku nakładem wydawnictwa Baby Records ukazał się jego album Bad Reputation. Później współpracował z kilkoma innymi artystami i producentami muzycznymi, pisał teksty, w tym do ogólnoeuropejskiego przeboju „U.S.S.R.” (1989) Eddiego Huntingtona. 
W 1994 powrócił do Stanów Zjednoczonych, ożenił się z Suzanne i zamieszkał w Las Vegas. W 2014 wydał kilka singli jako Tam Harrow i album Incredible Idiot; utwory miały być satyrą dla projektów italo disco, takich jak Den Harrow.

## Dyskografia

### albumy
- 1980: Tom Hooker (wyd. Full Time Records)
- 1986: Only One (wyd. Heaven Records)
- 1988: Bad Reputation (wyd. Baby Records)
- 1992: Fighting For Our Love (CD, album; wyd. Baby Records 590 139-2)
- 2021: Lord (featuring in A Sailor from the Moon, In the sign of destiny, Keep on rolling (wyd. Audiofollia records)

### single
- 1980: „Flip Over”/„We Can Start It All Over Again”
- 1981: „Toccami”/„Go Today”
- 1981: „I Want To Love”
- 1982: „Dove Andiamo”/„Try Me”
- 1982: „With Your Body”
- 1983: „Come Back Home”
- 1984: „Give It To Me”
- 1984: „Indian Girl”/„Love Attack”
- 1984: „Real Men”
- 1985: „Cry”/„Don't Forget (To Buy This Record)”
- 1986: „Help Me”
- 1986: „Looking For Love”
- 1986: „Swiss Boy” (jako Lou Sern)
- 1986: „Only One”
- 1987: „Atlantis”
- 1988: „Feeling Okay”
- 1988: „No More Heaven”
- 1990: „Living In The Sunshine”
- 1991: „Sex-O-Phone & Funk Guitar”
- 1994: „Runaway”
- 2010: „Change Your Mind”
- 2020: „With Our Love” (z Bad Boys Blue i Scarlett)

### Współpraca
- 2021: A Sailor from the Moon (Remix) - featuring Lord, Begüm Günceler
- 2021: In the sign of destiny featuring Lord, Peter Rafelson